# Fegeu
Na mitologia grega, Fegeu (grego antigo: Φηγέως) era o nome dos seguintes personagens:
- Fegeu, outro nome para Egialeu, filho de Ínaco e rei de Sicião.[1]
- Fegeu, rei de Psófis.[2]
- Fegeu, um dos tebanos que lançou uma emboscada para Tideu quando ele retornou de Tebas pouco antes da guerra dos Sete Contra Tebas. Como outros participantes dessa emboscada, ele foi morto por Tideu.[3]
- Fegeu, um tebano que lutou na guerra dos Sete Contra Tebas. Ele foi morto por Agreu.[4]
- Fegeu, um mensageiro ateniense que Teseu enviou a Creonte com uma ameaça de guerra contra Tebas, se não deixasse queimar os corpos daqueles que haviam lutado no exército derrotado dos Sete Contra Tebas.[5]
- Fegeu, filho de Dares, padre de Hefesto em Troia. Ele era o irmão de Ideu e foi morto por Diomedes durante a Guerra de Troia.[6]
- Fegeu, um dos companheiros de Eneias na Itália. Ele foi morto por Turno, o homem que se opôs a Eneias na Itália.[7]
- Fegeu, soldado do exército de Eneias. Ele foi morto por Turno, o homem que se opôs a Eneias na Itália.[8]